# Forever Living Products
Forever Living Products (FLP) wurde 1978 in Scottsdale, Arizona von Rex Maughan gegründet. Mittels Network-Marketing und circa 10 Millionen Distributoren in 150 Ländern erwirtschaftet sich das Unternehmen jährlich einen Umsatz von fast 3 Milliarden US-Dollar.
FLP bietet Kosmetik, Fitnessgetränke, Nahrungsergänzungsmittel sowie Körperpflegeprodukte auf Aloe-Vera-Basis an.

## Produkte
Das meistgenutzte Produkt ist ein Getränk auf Aloe-Vera-Basis, das in vier Variationen (Natürlich, mit Orangensaftkonzentrat, Pfirsich und Moosbeere) erhältlich ist. Weitere Produkte sind verschiedene Lotionen, Gesichtpflegemittel, Nahrungsergänzungsmittel, Shampoos, Deodorants, Aftershave, Lippenbalsam, Zahnpaste, Parfüme und Waschmittel.

## Vertriebsweg
Der Produktvertrieb erfolgt durch sogenanntes Empfehlungsmarketing, das auch unter dem Begriff Network Marketing bekannt ist. Dieses Vertriebssystem basiert ausschließlich auf den eigenen Distributoren, sodass die Gewinnmargen nicht, wie herkömmlich üblich, durch Zwischenhändler geschmälert werden.

## Kritik
Das von FLP betriebene Netzwerk-Marketing wird von verschiedenen Seiten als Schneeballsystem bezeichnet, hauptsächlich auf Grund des nicht klar kommunizierten Vergütungssystems der Mitarbeiter. Weiter sollen gewisse Produkte mit falschen Informationen vertrieben werden. Dies bezieht sich insbesondere auf die Verzehrempfehlungen, die von verschiedenen Konsumentenschützern des Öfteren als ungesund angeprangert werden.
Network-Marketing oder Multilevel-Marketing wird immer wieder wegen der damit verbundenen Risiken kritisiert. Meist gibt es eine oder mehrere Anfangsinvestitionen, wie zum Beispiel der Kauf des Produkts oder eines Starterpakets, auf der immer wieder die als „Vertriebspartner“ bezeichneten, rechtlich gesehen als Gewerbetreibende selbständigen Mitarbeiter sitzen bleiben. In Aussicht gestellte hohe Einkommen sind nur erzielbar, wenn ein „Vertriebspartner“ wiederum direkt oder indirekt viele weitere „Vertriebspartner“ neu wirbt.